# 托卡廖夫卡區

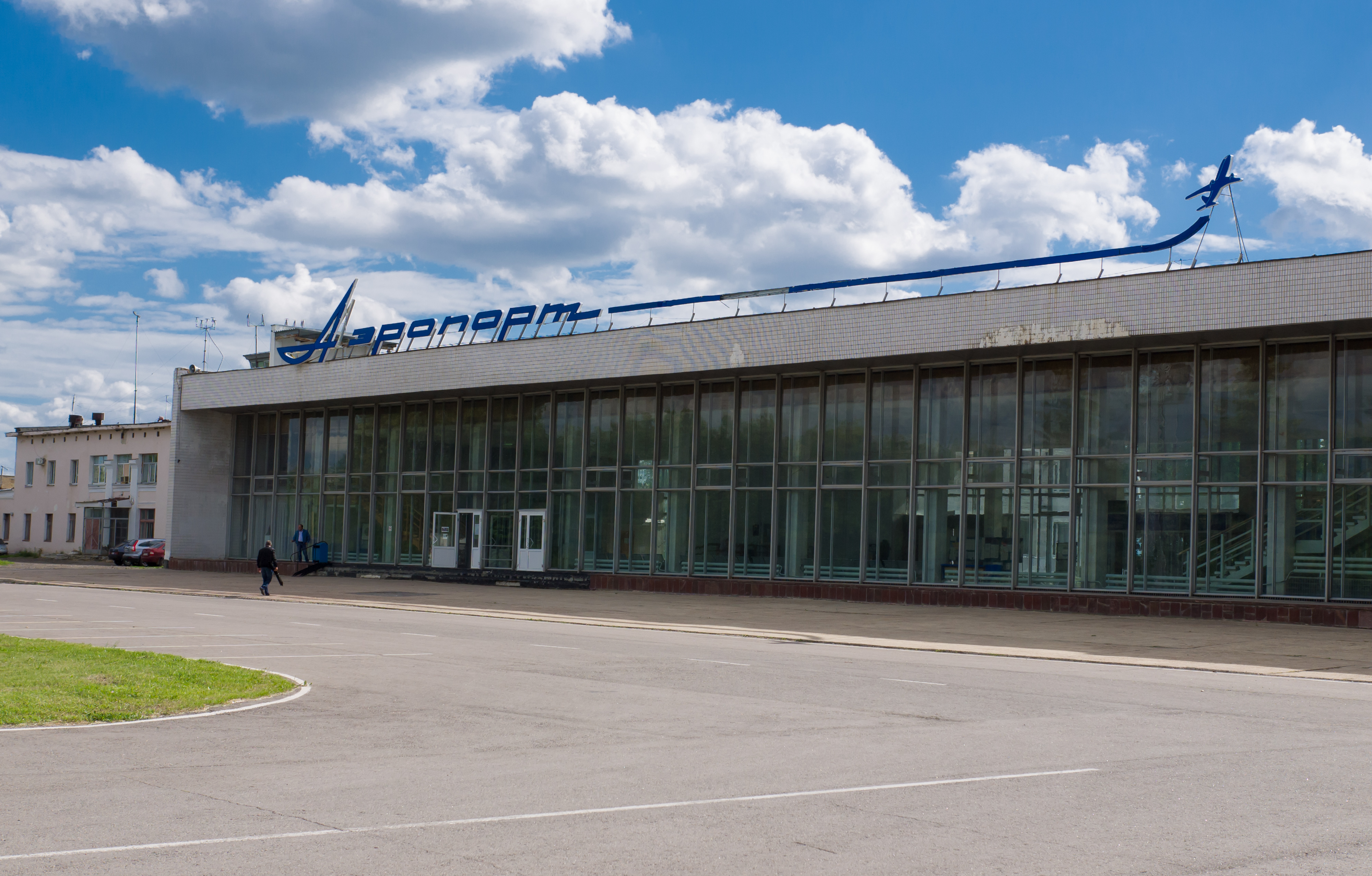

52°00′N 41°10′E / 52.000°N 41.167°E
托卡廖夫卡區（俄语：Токарёвский район），是俄羅斯的一個區，位於該國西部，由坦波夫州負責管轄，面積1,434平方公里，2010年該區人口17,898，人口密度每平方公里12.48人。